# Rhithrogena dagestanica
Rhithrogena dagestanica is een haft uit de familie Heptageniidae. De wetenschappelijke naam van de soort is voor het eerst geldig gepubliceerd in 1979 door Braasch.
De soort komt voor in het Palearctisch gebied.